# Para (moneda)

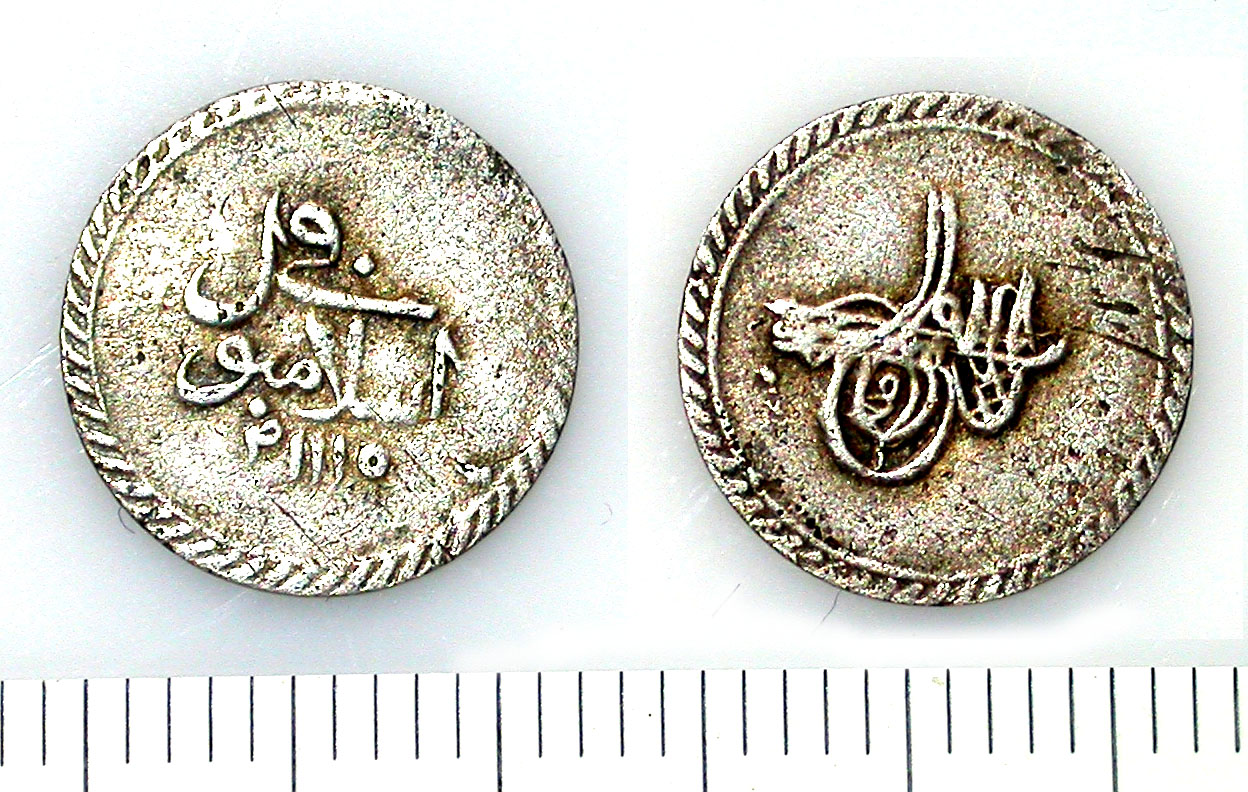
Moneda de plata otomana de l'edat moderna, segurament una para.

Un para fou una moneda de plata a l'Imperi Otomà, creada a l'inici del segle xvii per substituir l'akçe. Des de 1844 va fer-se de coure. Per causa de la inflació va desaparèixer després de la Segona Guerra Mundial quan 100 pares valien 2,5 piastres o 4000 valien una lira turca. Avui dia «para» en turc és un mot genèric turc que significa diners.
Els pares van existir també a Sèrbia i Montenegro i a Iugoslàvia fins a la Segona Guerra Mundial, com la més petita moneda de coure. Els russos durant l'ocupació de Moldàvia i Valàquia de 1771 a 1774 van encunyar monedes amb valor facial amb pares i kopecks.